# Shavei Tsion
Shavei Tsion est un village situé en Galilée occidentale dans le nord d'Israël. C'est un moshav appartenant au conseil régional de Mateh Asher.

## Histoire
Shavei Tsion a été fondé en 1938 dans le cadre de l'opération « Tour et Muraille » par des immigrants juifs de la cinquième alya venant d'Allemagne, et en particulier de la communauté juive de Rexingen.
On a retrouvé dans le moshav deux bornes routières romaines de la Via Maris reliant Acre à Tyr, ainsi qu'une mosaïque d'époque byzantine.

## Personnalités
- Daliah Lavi (1942-2017) chanteuse